# پیتر کنا
پیتر کنا (آلمانی: Peter Kennaugh؛ زادهٔ ۱۵ ژوئن ۱۹۸۹) دوچرخه‌سوار اهل بریتانیا است.
از باشگاه‌هایی که در آن رکاب زده‌است می‌توان به تیم اسکای و بورا–هانسگروهه اشاره کرد.
وی در مسابقات کشوری و بین‌المللی در مجموع برندهٔ ۳ مدال طلا، ۱ مدال نقره، ۱ مدال برنز شده‌است.